# Петрешти (Илфов)
Петрешти (рум. Petrești) насеље је у Румунији у округу Илфов у општини Корбеанка. Oпштина се налази на надморској висини од 99 m.

## Становништво
Према подацима из 2002. године у насељу је живело 462 становника, од којих су сви румунске националности.